# Börnsen
Börnsen est une commune d'Allemagne de l'État du Schleswig-Holstein située dans l'arrondissement du duché de Lauenbourg.

## Géographie
Börnsen est située à l'est de Hambourg.

## Histoire
Il est fait mention de cette commune pour la première fois en 1217 sous le nom de Burnessem.